# Naturbühne Steintäle

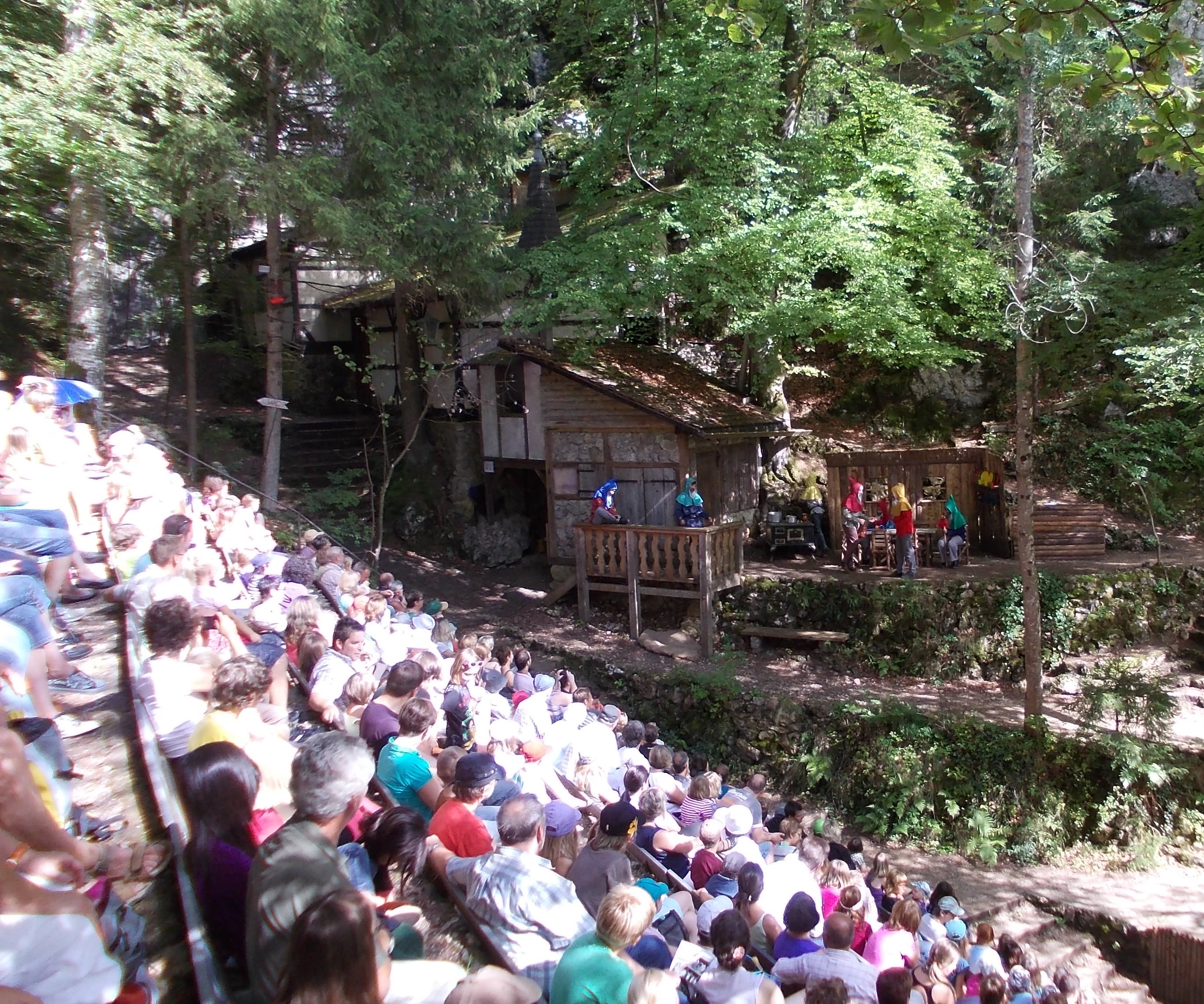
Aufführung von Schneewittchen und die sieben Zwerge in der Saison 2011 im Steintäle

Die Naturbühne Steintäle ist eine Freilichtbühne in Fridingen an der Donau. Die seit 1963 bespielte Bühne liegt in einem engen Trockental im Naturpark Obere Donau und gilt als weitgehend naturbelassen.

## Geschichte
Maßgeblich initiiert durch den Fridinger Künstler Hans Bucher entstand die Bühne in den frühen 1960er Jahren. Nachdem bereits von 1947 bis 1960 in Fridingen Theater im Saal gespielt worden war, begannen ab 1960 die Arbeiten an der Freilichtbühne. Als erstes Stück stand 1963 Friedrich Schillers Wilhelm Tell auf dem Spielplan. Seither finden jährlich etwa von Juni bis September Freilichttheateraufführungen durch den Kulturring Fridingen statt. Seit 1977 gibt es eine vereinseigene Kinder- und Jugendgruppe, die parallel zum Hauptstück jährlich ein Stück für Kinder aufführt, im ersten Jahr war dies Der Räuber Hotzenplotz von Otfried Preußler. Heute wird das Programm der Naturbühne Steintäle durch eine jährliche Musical-Nacht sowie verschiedene Konzertaufführungen ergänzt.
Der Bau der Freilichtbühne geschah fast vollständig in Handarbeit, da durch die enge des Tals keine schweren Baumaschinen genutzt werden konnten. Zunächst wurden Bühnengebäude und eine provisorische Spielerunterkunft gebaut, in den ersten Jahren bestanden lediglich 150 Zuschauerplätze, die in den Folgejahren nach und nach bis zur heutigen Kapazität von gut 400 Plätzen ausgebaut wurden. 1983 wurde die Stromzufuhr, die bis dahin per Freistromleitung gesichert war, in die Erde verlegt und eine Telefonleitung gelegt. Einen Wasseranschluss gibt es erst seit der Spielzeit 2000. Die Wasserleitung wurde mühsam in Handarbeit von Vereinsmitgliedern eingegraben, rein rechnerisch musste laut dem damaligen Vorstand Ernst Traub jedes Mitglied „nur drei Meter graben“. Zuvor war das Wasser für die Bühne in Kanistern auf den Berg getragen worden. Nun konnte auch der 1980 fertiggestellte Bau mit Umkleiden und Sanitäranlagen an die Wasserversorgung angeschlossen werden.

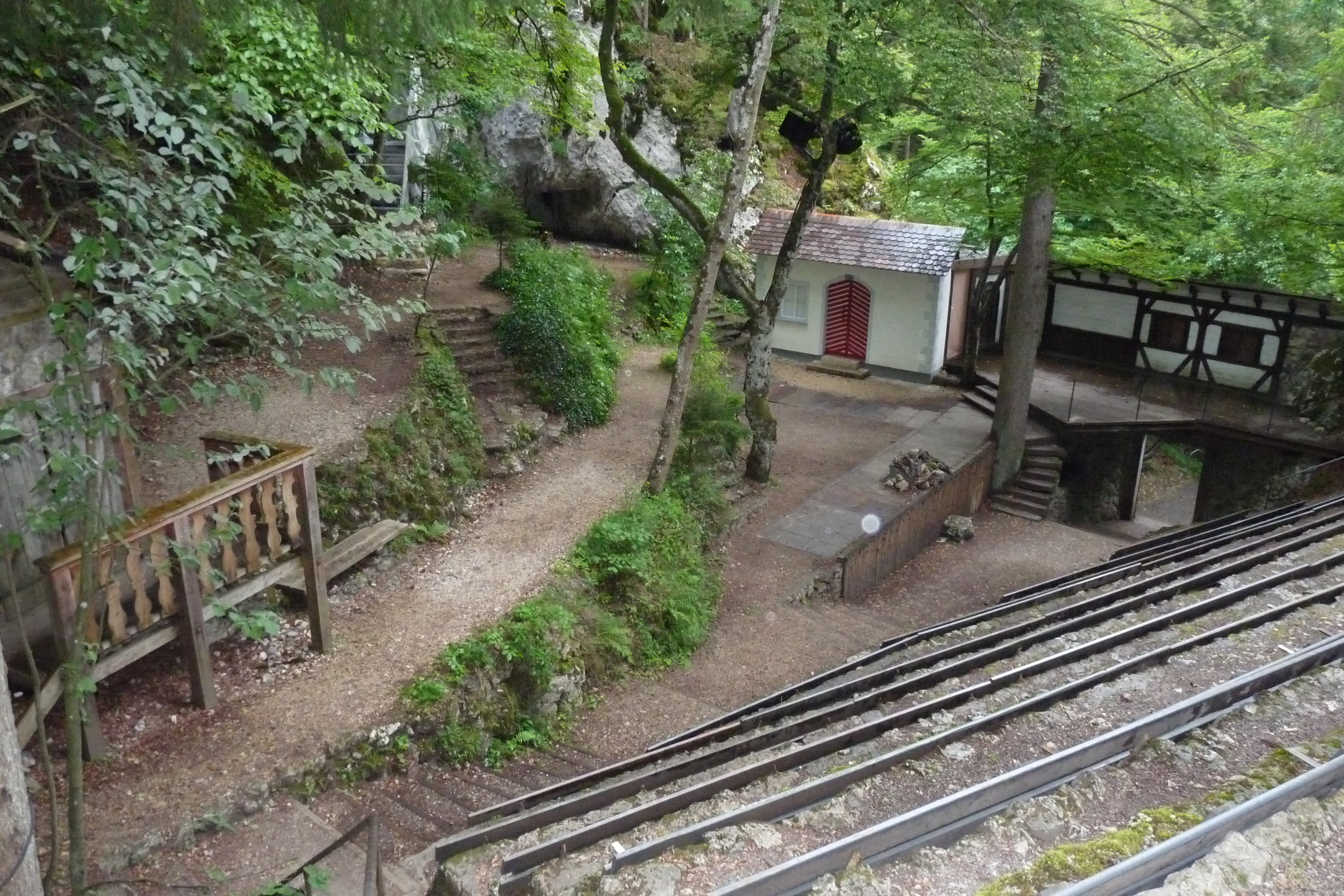
Bühnenanlage der Fridinger Bühne

## Anlage
Die Bühne liegt in einem engen Tal oberhalb Fridingens, eingebettet zwischen Felsen und Wäldern. Die steilen Felsen der Nordseite der Bühnenanlage bilden das Fundament für die Zuschauerränge – Holzbänke, die auf in den Fels gehauenen Stufen liegen. Die Südseite ist die Bühne, die von zwei fest installierten Gebäuden, die als Kulissen dienen flankiert wird. Im nordöstlichen Teil der Anlage befindet sich neben dem 2009 neu erbauten Gebäude für Licht- und Tontechnik ein weiteres Gebäude mit Toiletten und Schmink- und Umkleideräumen. Außerdem gibt es noch einen Aufenthaltsraum für die Schauspieler.
Die Bühne liegt auf etwa 750 Meter über Normalnull und damit mehr als 100 Höhenmeter über der Stadt Fridingen. Dieser Höhenunterschied muss von Besuchern zu einem großen Teil zu Fuß bewältigt werden, da die Hauptparkmöglichkeit sich deutlich unterhalb der Bühne befindet. Oberhalb dieses Parkplatzes befinden sich noch mehrere Behindertenparkplätze, damit die Bühne auch für Behinderte und ältere Besucher erreichbar wird. Rollstuhlfahrer erhalten einen überdachten Sitzplatz im Beleuchtergebäude mit bester Sicht auf die Bühne. Da sonst keine Überdachung des Zuschauerbereiches existiert, kommt es immer wieder zum wetterbedingten Abbruch oder gar zur Absage von Veranstaltungen, sodass von den in der Regel zwischen 25 und 30 geplanten Terminen pro Spielzeit selten alle stattfinden können.

## Bisher gespielte Stücke

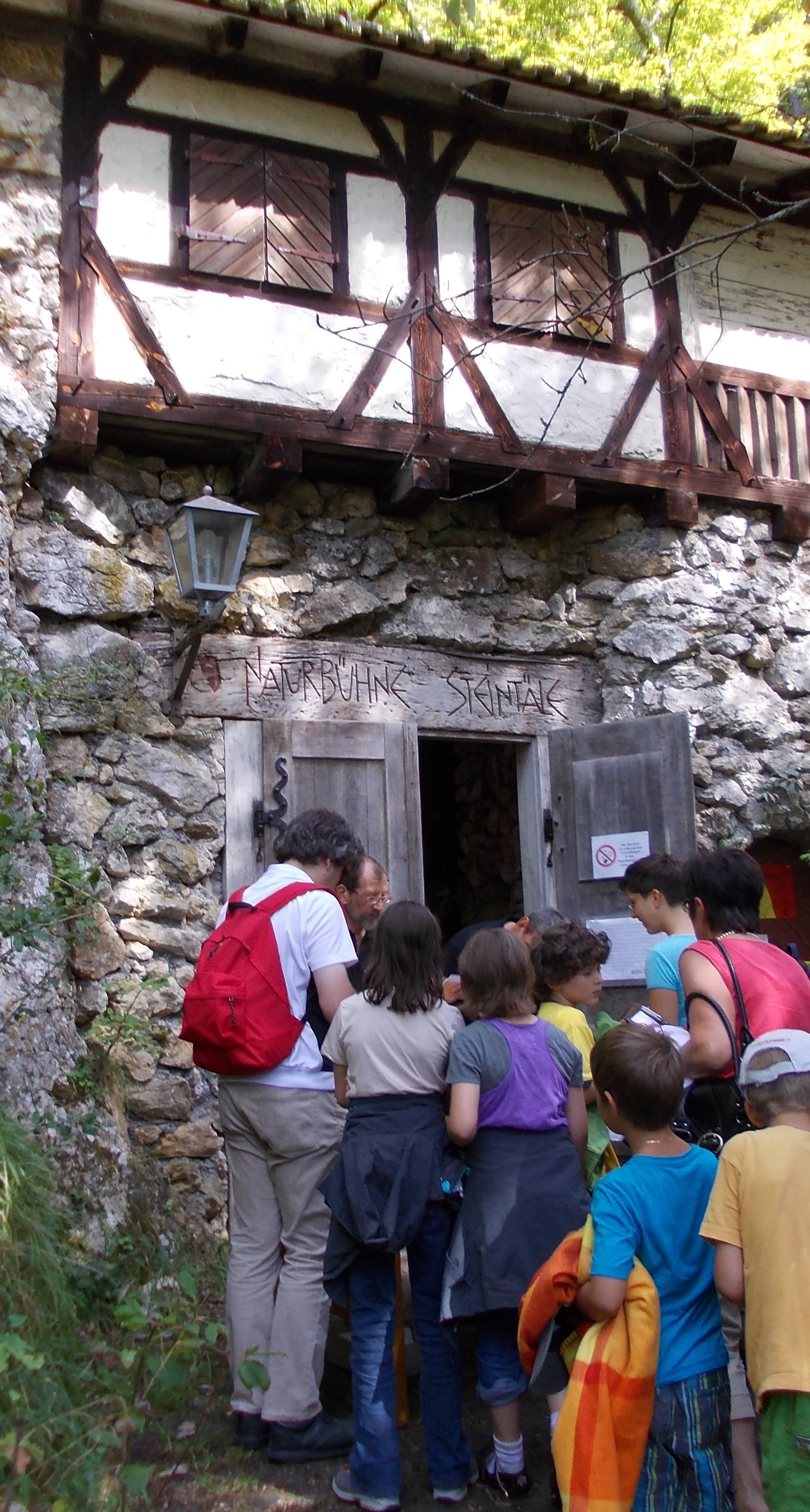
Besucher vor der Kasse der Naturbühne Steintäle

Folgende Theaterstücke wurden bisher auf der Naturbühne Steintäle zur Aufführung gebracht:
- 2024: Das Wirtshaus im Spessart (Curt Hanno Gutbrod) / Das kleine Gespenst (Otfried Preußler)
- 2023: Sophie – Die Geschichte des Satanskinds von Robin Rathmann / Rabatz im Zauberwald von (Wolfgang Barth)
- 2022: Der Prinz und der Bettelknabe von Max Barth nach Mark Twain
- 2021: keine Aufführungen aufgrund COVID-19-Pandemie
- 2020: keine Aufführungen aufgrund COVID-19-Pandemie
- 2019: Via Mala von Markus Keller / Aladin und die Wunderlampe von Sabrina Gabler
- 2018: Das kalte Herz von Paul Wanner / Vampir Winnie Wackelzahn von Ralf Israel
- 2017: Ein Sommernachtstraum von William Shakespeare / Das Dschungelbuch von Peter Jahreis
- 2016: Der Besuch der alten Dame von Friedrich Dürrenmatt / Der Riese Phantasus- wer nicht phantasiert, verliert von Klaus Caesar
- 2015: Strategen der Liebe von George Farquars, Fassung von Robert Gillner / Pippi Langstrumpf von Astrid Lindgren

- 2014: Geschichten aus dem Wiener Wald von Ödön von Horváth / Jorinde und Joringel nach den Brüdern Grimm
- 2013: Die Tochter des Salzsieders von Ulrike Schweikert / Rumpelstilzchen nach den Brüdern Grimm
- 2012: Jedermann von Hugo von Hofmannsthal / Die kleine Hexe nach Otfried Preußler
- 2011: Liliom von Alfred Polgar nach Ferenc Molnár / Schneewittchen von Ingo Sax nach den Brüdern Grimm
- 2010: Der Revisor von (Nicolai Gogol) / Rabatz im Zauberwald von (Wolfgang Barth)
- 2009: Der dreimal tote Peter von (Sling) / Aufstand der Waldtiere von (Karl Heinz Pilhofer)
- 2008: Ein Dorf ohne Männer von Ödön von Horváth / Der Teufel mit den drei goldenen Haaren von Hein Heuer nach den Brüdern Grimm
- 2007: Hexenjagd von Arthur Miller / Vampir Winnie Wackelzahn von Ralf Israel
- 2006: Der Brandner Kasper von Franz von Kobell / Der Zauberer von Oz von Lyman Frank Baum
- 2005: Das Wirtshaus im Spessart von Kurt Hoffmann / Dornröschen von den Brüdern Grimm
- 2004: Der jüngste Tag von Ödön von Horváth / Das Dschungelbuch von Peter Jahreis nach Rudyard Kipling
- 2003: Einen Jux will er sich machen von Johann Nestroy / Die kleine Hexe von Otfried Preußler
- 2002: Ballade vom Eulenspiegel von Günther Weisenborn / Rabatz im Zauberwald von Wolfgang Barth
- 2001: Wendels Heimat von Klaus Hoggenmüller / Der Dieb aus Bagdad von Will Court
- 2000: Der Lügner und die Nonne von Curt Goetz / Aufstand der Waldtiere von Karl Heinz Pilhofer
- 1999: Romulus der Grosse von Friedrich Dürrenmatt / Bombalus der Waldgeist von Günther Müller
- 1998: Geschichten aus dem Wiener Wald von Ödön von Horváth / Zwerg Nase nach Wilhelm Hauff
- 1997: Schinderhannes von Carl Zuckmayer / Aschenputtel nach den Brüdern Grimm
- 1996: Andorra von Max Frisch / Das Dschungelbuch von Peter Jahreis
- 1995: Maß für Maß von William Shakespeare / Der goldene Brunnen von Otfried Preußler
- 1994: Ein Sommernachtstraum von William Shakespeare / Der Teufel mit den drei goldenen Haaren nach den Brüdern Grimm
- 1993: Der Heimkehrer und sein Major von Helmut Schulz / Pinocchio von Carlo Goldoni
- 1992: Katharina Knie von Carl Zuckmayer / Die Bremer Stadtmusikanten nach den Brüdern Grimm
- 1991: Glaube Liebe Hoffnung von Ödön von Horváth / Ali Baba und die 40 Räuber von Ulrich Kabitz
- 1990: Das alte Land von Klaus Pohl / Rumpelstilzchen nach den Brüdern Grimm
- 1989: Das verlorene Gesicht von Günther Weisenborn / Schneewittchen nach den Brüdern Grimm
- 1988: Die Weber von Gerhart Hauptmann / Schneeweißchen und Rosenrot nach den Brüdern Grimm
- 1987: Der politische Kannengießer von Ludvig Holberg / Dornröschen nach den Brüdern Grimm
- 1986: Woyzeck von Georg Büchner / Der gestiefelte Kater nach den Brüdern Grimm
- 1985: Italienische Nacht von Ödön von Horváth / Die kleine Hexe von Otfried Preußler
- 1984: Hexenjagd von Arthur Miller / Hans im Glück nach den Brüdern Grimm
- 1983: Der jüngste Tag von Ödön von Horváth / Zwerg Nase nach Wilhelm Hauff
- 1982: Der Rattenfänger von Carl Zuckmayer / Die chinesische Nachtigall von Bruno Wittchen
- 1981: Der Besuch der alten Dame von Friedrich Dürrenmatt / Der Teufel mit den drei goldenen Haaren nach den Brüdern Grimm
- 1980: Das Dorf Fuente Ovenjuna von Lope de Vega / Aschenputtel nach den Brüdern Grimm
- 1979: Die Ballade vom Eulenspiegel von Günther Weisenborn / Die kleine Hexe von Otfried Preußler
- 1978: Der Widerspenstigen Zähmung von William Shakespeare / Drosselbart nach den Brüdern Grimm
- 1977: Der Kreidekreis von Johannes von Guenther / Der Räuber Hotzenplotz von Otfried Preußler
- 1976: Die schöne Axinja von Henry von Heiseler
- 1975: Katharina Knie von Carl Zuckmayer
- 1974: Andorra von Max Frisch
- 1973: Der arme Konrad von Friedrich Wolf
- 1972: Robinson soll nicht sterben von Friedrich Forster
- 1971: Der Bettler unter der Treppe von Bernt von Heiseler
- 1970: Schinderhannes von Carl Zuckmayer
- 1969: Schinderhannes von Carl Zuckmayer
- 1968: Die Räuber von Friedrich Schiller
- 1967: keine Aufführung
- 1966: Ernst, Herzog von Schwaben von Ludwig Uhland
- 1965: Götz von Berlichingen von Johann Wolfgang von Goethe
- 1964: Der Richter von Zalamea von Pedro Calderón de la Barca
- 1963: Wilhelm Tell von Friedrich Schiller